# Breezand
Breezand  est un village de la province de Hollande-Septentrionale aux Pays-Bas. Il fait partie de la commune de Hollands Kroon.
La population de Breezand (district statistique) est d'environ 3 330 habitants (2004) dont 1 910 pour la ville proprement dite.